# Соловьёв, Владимир Филиппович
Владимир Филиппович Соловьев (1915—1971) — геолог, партизан Великой Отечественной войны, кавалер ордена Красного Знамени, лауреат премии имени И. М. Губкина (1962).

## Биография
Родился в 1915 году.
В 1940 году — окончил Московский нефтяной институт имени Губкина.
В годы Великой Отечественной войны воевал, был партизаном.
C 1944 по 1947 годы — аспирант Института имени Губкина и младший научный сотрудник СОПС АН СССР.
С 1949 года — в Геологическом институте.
В 1955 году — перешёл в Институт океанологии АН СССР, где руководил геологическими экспедициями на Каспийском море.
Изучал геологию подводного склона Апшеронского полуострова и современное осадканакопление в морских условиях.
Закартировал целый ряд крупных поднятий, в том числе и Нефтяные камни. Разрабатывал методы подводных исследований, используя геоакустическое профилирование.
Умер в 1971 году. Похоронен на Донском кладбище.

## Награды
- Орден Боевого Красного Знамени
- Премия имени И. М. Губкина (совместно с М. В. Клёновой, Н. С. Скорняковой, за 1962 год) — как ведущим авторам за монографию «Геологическое строение подводного склона Каспийского моря»
- медали